# Tazzjana Putschak
Tazzjana Mikalajeuna Putschak (belarussisch Таццяна Мікалаеўна Пучак; * 9. Januar 1979 in Minsk, Sowjetunion) ist eine ehemalige belarussische Tennisspielerin.

## Karriere
Im Alter von sieben Jahren begann Putschak, die am liebsten auf Hartplatz spielte, mit dem Tennissport.
2004 trat sie erstmals bei einem ITF-Turnier an, im Jahr darauf erreichte sie in Moskau zum ersten Mal ein Hauptfeld auf der WTA Tour.
Ein einziges Mal stand sie in einem Einzelfinale; im Endspiel von Taschkent unterlag sie 2002 Marie-Gaïané Mikaelian mit 4:6 und 4:6. Im Doppel gewann sie in Taschkent dagegen mit wechselnden Partnerinnen fünfmal den Titel; insgesamt kam sie auf acht WTA-Titel im Doppel.
Für die belarussische Fed-Cup-Mannschaft bestritt sie von 1997 bis zu ihrem Karriereende 52 Partien (37 Siege).
Ihr letztes Profimatch spielte sie Ende 2011 auf einem ITF-Turnier in Rosario (Argentinien), wo sie im Halbfinale der Doppelkonkurrenz ausschied.

## Turniersiege

### Doppel
| Nr. | Datum              | Turnier   | Kategorie         | Belag     | Partnerin          | Finalgegnerinnen                             | Ergebnis          |
| --- | ------------------ | --------- | ----------------- | --------- | ------------------ | -------------------------------------------- | ----------------- |
| 1.  | 16. Juni 2002      | Taschkent | WTA Tier IV       | Hartplatz | Tetjana Perebyjnis | Mia Buric Galina Fokina                      | 7:5, 6:2          |
| 2.  | 11. Oktober 2003   | Taschkent | WTA Tier IV       | Hartplatz | Julija Bejhelsymer | Li Ting Sun Tiantian                         | 6:3, 7:60         |
| 3.  | 8. Oktober 2006    | Taschkent | WTA Tier IV       | Hartplatz | Wiktoryja Asaranka | Maria Elena Camerin Emmanuelle Gagliardi     | kampflos          |
| 4.  | 21. September 2008 | Guangzhou | WTA Tier III      | Hartplatz | Marija Korytzewa   | Tiantian Sun Yan Zi                          | 6:3, 4:6, [10:8]  |
| 5.  | 20. September 2009 | Guangzhou | WTA International | Hartplatz | Wolha Hawarzowa    | Kimiko Date-Krumm Tiantian Sun               | 3:6, 6:2, [10:8]  |
| 6.  | 27. September 2009 | Taschkent | WTA International | Hartplatz | Wolha Hawarzowa    | Witalija Djatschenko Kazjaryna Dsehalewitsch | 6:2, 6:71, [10:8] |
| 7.  | 25. September 2010 | Taschkent | WTA International | Hartplatz | Alexandra Panowa   | Alexandra Dulgheru Magdaléna Rybáriková      | 6:3, 6:4          |
| 8.  | 24. Juli 2011      | Baku      | WTA International | Hartplatz | Marija Korytzewa   | Monica Niculescu Galina Woskobojewa          | 6:3, 2:6, [10:8]  |

## Abschneiden bei Grand-Slam-Turnieren

### Einzel
| Turnier         | 1999 | 2000 | 2001 | 2002 | 2003 | 2004 | 2005 | 2006 | 2007 | 2008 | Karriere |
| --------------- | ---- | ---- | ---- | ---- | ---- | ---- | ---- | ---- | ---- | ---- | -------- |
| Australian Open | —    | —    | 1    | 1    | 3    | —    | —    | —    | —    | 1    | 3        |
| French Open     | —    | —    | 2    | 1    | 1    | —    | —    | —    | 2    | —    | 2        |
| Wimbledon       | —    | —    | 1    | 2    | 1    | —    | 1    | —    | 2    | —    | 2        |
| US Open         | 1    | —    | 2    | 1    | 1    | —    | —    | 1    | 1    | —    | 2        |

### Doppel
| Turnier         | 1999 | 2000 | 2001 | 2002 | 2003 | 2004 | 2005 | 2006 | 2007 | 2008 | 2009 | 2010 | 2011 | Karriere |
| --------------- | ---- | ---- | ---- | ---- | ---- | ---- | ---- | ---- | ---- | ---- | ---- | ---- | ---- | -------- |
| Australian Open | —    | 1    | 1    | 1    | 1    | 2    | 1    | —    | —    | 2    | 2    | 1    | 1    | 2        |
| French Open     | —    | 2    | 2    | 1    | 1    | 1    | —    | 1    | 2    | 2    | 1    | 1    | 1    | 2        |
| Wimbledon       | —    | 1    | 2    | 2    | 1    | 2    | 1    | 1    | —    | 1    | AF   | 1    | 2    | AF       |
| US Open         | 1    | 1    | 2    | 1    | 2    | 1    | —    | —    | 2    | AF   | 1    | 1    | 2    | AF       |